# Stade de la Cité des jeunes
Le stade de la Cité des jeunes est un aréna situé à Rivière-du-Loup dans le Bas-Saint-Laurent (Québec, Canada).

## Histoire
D'une capacité maximale de 2400 places, il est le plus ancien aréna de la ville et il est toujours opérationnel afin d'accueillir d'importants compétitions sportives régionales et provinciales. Situé à proximité du Centre Premier Tech, un autre aréna, plus récent, il partage le même terrain pour former un seul et unique complexe sportif à Rivière-du-Loup.
En 2012, la ville de Rivière-du-Loup entreprend des démarches pour le remplacement du système de réfrigération du stade.
En 2020, des travaux de plus de 12 millions de dollars débutent pour rajeunir, mettre aux normes et améliorer le stade ainsi que pour transformer la glace en glace olympique. Pour autant que les travaux soient terminés à temps, cette nouvelle glace pourra être utilisée lors des Jeux du Québec en 2021 qui auront lieu à Rivière-du-Loup. 